# Ніколешть (Бреїла)
Ніколешть, Ніколешті (рум. Nicolești) — село у повіті Бреїла в Румунії. Входить до складу комуни Бертештій-де-Жос.
Село розташоване на відстані 144 км на схід від Бухареста, 50 км на південь від Бреїли, 95 км на північний захід від Констанци, 69 км на південь від Галаца.

## Населення
За даними перепису населення 2002 року у селі проживали 5 осіб, усі — румуни. Усі жителі села рідною мовою назвали румунську.